# All About Eve (film)
All About Eve is een Amerikaanse film uit 1950 onder regie van Joseph L. Mankiewicz met in de hoofdrdrollen Bette Davis en Anne Baxter.
Het scenario van de film is gebaseerd op het korte verhaal "The Wisdom of Eve" van Mary Orr. Het verhaal werd gepubliceerd in Hearsts International-Cosmopolitan in mei 1946.
De film zou officieel Best Performance heten. Dit werd later door Darryl F. Zanuck veranderd in All About Eve. All About Eve werd geprezen door de critici en werd genomineerd voor veertien Academy Awards waarvan er zes verzilverd werden, waaronder die van Beste Film. In 1990 werd de film vanwege het esthetisch, cultureel en historisch belang, geselecteerd voor conservering in het National Film Registry van de Amerikaanse Library of Congress.

## Verhaal

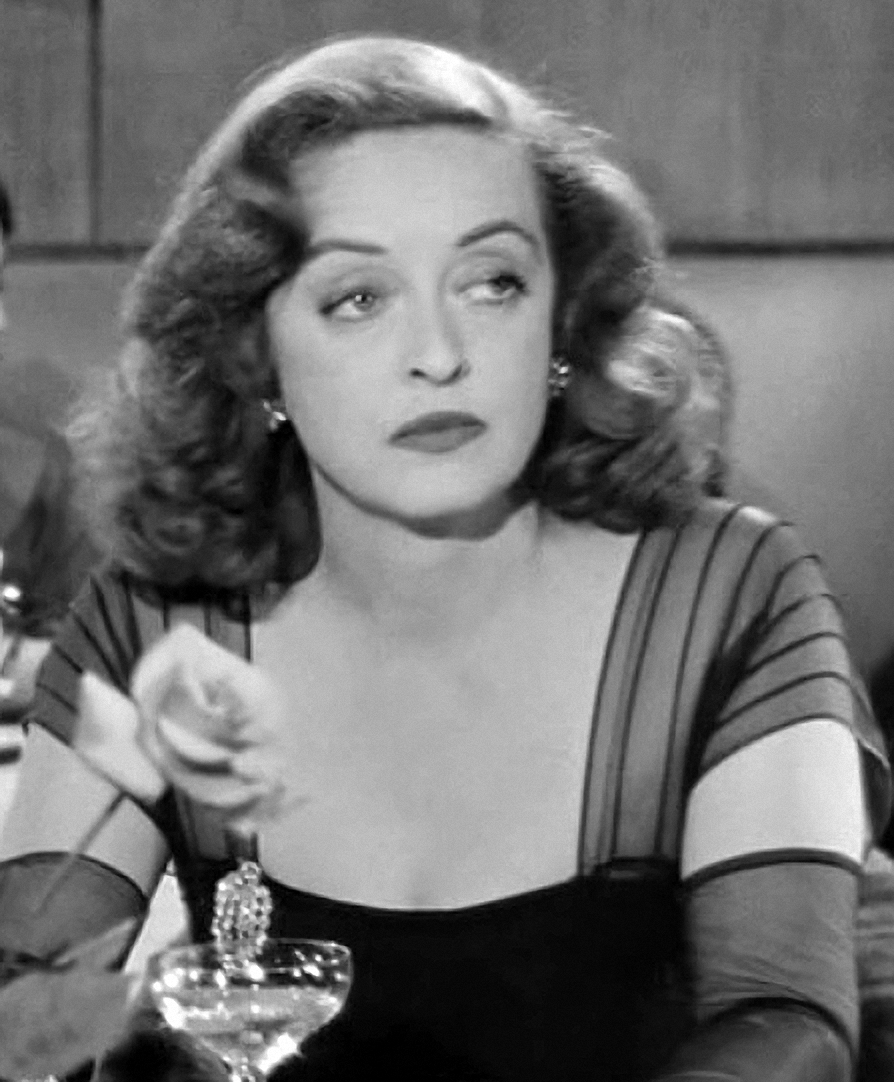
Bette Davis als Margo Channing

Broadway-ster Margo Channing wordt na een optreden in een toneelstuk voorgesteld aan een van haar grootste fans, de jonge Eve Harrington. Margo voelt zich wat depressief, ondanks haar recente successen weet ze dat haar carrière ten einde loopt. Ze is net veertig geworden en de jaren beginnen te tellen. Eve, die avond na avond in een koude steeg achter het theater op haar idool wachtte, is daarentegen jong en mooi. Ondanks haar jeugd is ze al weduwe nadat haar man sneuvelde in de Tweede Wereldoorlog. Het is een droevig verhaal, maar Eve blijft blijmoedig en geeft de oudere actrice complimentjes. Margo is duidelijk gevoelig voor de aandacht van Eve en de twee worden vriendinnen. Tot grote woede van Birdie, het dienstmeisje van Margo, wordt Eve zelfs de assistente van Margo.
Al snel ontpopt Eve zich als een wolf in schaapskleren. Terwijl ze zich blijft presenteren als de nederige, behulpzame assistente, werkt ze langzaam haar plannetje uit om Margo te onttronen als 'koningin van Broadway'. Al snel is ze de understudy van Margo voor de rol van Cora in een belangrijk stuk en drijft ze een wig tussen Margo en haar vriend Bill Sampson. De beste vriendin van Margo, Karen Richards, wordt ook voor Eves karretje gespannen. Zonder dat Karen er erg in heeft, helpt ze Eve om te verhinderen dat Margo tijdens een belangrijke avond kan optreden als Cora. Ze wordt vervangen door Eve die weet dat er een belangrijke en invloedrijke criticus, Addison DeWitt in de zaal zit. Het optreden van Eve wordt een succes en in haar overmoed probeert het meisje om Margo's vriend Bill te verleiden. Maar die wil niets van Eve weten. Hij maakt het goed met Margo en de twee besluiten te trouwen. Intussen gaat Eve door met haar intriges. Ze chanteert Karen, die ervoor moet zorgen dat Eve de rol van Cora krijgt. Maar voordat Karen iets kan doen, laat Margo weten niet langer door te gaan met de rol van Cora. De rol van Cora gaat naar Eve die zich nu richt op Addison DeWitt. De criticus begint echter te twijfelen aan de jonge actrice. Hij komt erachter dat Eve gelogen heeft. Ze is helemaal geen oorlogsweduwe of een devote fan van Margo. Hij vertelt het meisje dat ze moet inbinden anders zal hij alles onthullen, inclusief haar ontslag na een affaire met haar baas.
Een jaar later is Eve de nieuwe grote ster en krijgt een prijs voor haar vertolking van Cora. Ze heeft een contract voor Hollywood op zak en in haar speech bedankt ze Margo en Bill voor hun steun. De twee kijken met een kille blik naar de nieuwbakken ster. Na de ceremonie gaat Eve terug naar haar huis. In haar appartement ligt een meisje te slapen. Het blijkt een fan te zijn die Eves flat is binnengeglipt. Phoebe, zoals het meisje zegt te heten, biedt aan om Eve te helpen. Ze pakt haar koffers in en opent de deur voor bezoekers. Als Addison voor de deur staat met Eves toneelprijs, begint Phoebe onmiddellijk met hem te flirten. De criticus geeft de prijs aan Phoebe en vertrekt zonder binnen te zijn geweest. Aan Eve vertelt ze dat het een taxichauffeur was die de prijs kwam brengen. Eve slikt de leugen en gaat rusten. Tijdens het pakken van de kleding, poseert Phoebe met een van Eves galajurken voor de spiegel. Ze buigt voor haar spiegelbeeld alsof ze het publiek bedankt voor een fictieve prijs.

## Rolverdeling
| Acteur         | Personage      |
| -------------- | -------------- |
| Bette Davis    | Margo Channing |
| Anne Baxter    | Eve Harrington |
| George Sanders | Addison DeWitt |
| Celeste Holm   | Karen Richards |
| Gary Merrill   | Bill Sampson   |
| Hugh Marlowe   | Lloyd Richards |
| Gregory Ratoff | Max Fabian     |
| Barbara Bates  | Phoebe         |
| Marilyn Monroe | Miss Caswell   |
| Thelma Ritter  | Birdie Coonan  |

## Voorgeschiedenis
Schrijfster Mary Orr putte haar inspiratie voor het korte verhaal 'The Wisdom of Eve' (1946) uit een merkwaardige geval van stalking dat actrice Elisabeth Bergner meemaakte. Bergner trad in de jaren 1943-1944 op in de toneelvoorstelling 'The Two Mrs. Carrolls'. Een jonge fan die de actrice bleef achtervolgen, werd uiteindelijk door Bergner in huis genomen en zelfs tot persoonlijk assistent gepromoveerd. Het meisje misbruikte echter het in haar gestelde vertrouwen en probeerde de positie van Bergner te ondermijnen. Later zou Bergner het incident beschrijven in haar autobiografie 'Bewundert viel, und viel gescholten'. In het verhaal dat Orr op basis van dit gebeuren schreef, krijgt het meisje een meer meedogenloos karakter, dat haar in staat stelt om de carrière van de actrice te stelen. Orr verkocht het artikel aan Cosmopolitan, die het publiceerde in de editie van mei 1946. Een aantal jaren gebeurde er niets totdat Orr een scenario voor een radioversie schreef op basis van haar verhaal. Op 24 januari 1949 zond NBC's Radio City Playhouse het stuk uit onder de titel 'The Wisdom of Eve' met Claudia Morgan en Marilyn Erskine in de hoofdrollen. Het was redacteur James Fisher van de verhalenafdeling van 20th Century Fox die de radiovoorstelling hoorde. Hij liet het verhaal uit Cosmopolitan uit de archieven komen en bracht het onder de aandacht van Joseph L. Mankiewicz. De regisseur speelde met het idee een film te maken over een ouder wordende actrice, maar zocht naar meer inspiratie om er een echt verhaal van te maken. Het verhaal van Orr sloot hierbij perfect op aan. De toevoeging van het meedogenloze meisje dat uit is op de carrière van de oudere actrice was precies wat hij nodig had. Mankiewicz haalde 20th Century Fox over om de filmrechten van Mary Orr te kopen voor 3500 dollar. Vervolgens reed hij naar de San Ysidro Guest Ranch bij Santa Barbara om het verhaal uit te werken. Het resultaat was een scenario van tweeëntachtig pagina's met als titel "Best Performance". Mankiewicz benaderde producent Darryl F. Zanuck van Fox met zijn en stelde voor om actrice Susan Hayward voor de hoofdrol te vragen. Zanuck was enthousiast, maar vond Susan Hayward te jong (ze was toen 32 jaar) voor de rol. Besloten werd eerst het scenario te schrijven en dan pas de audities te doen.

## Scenario

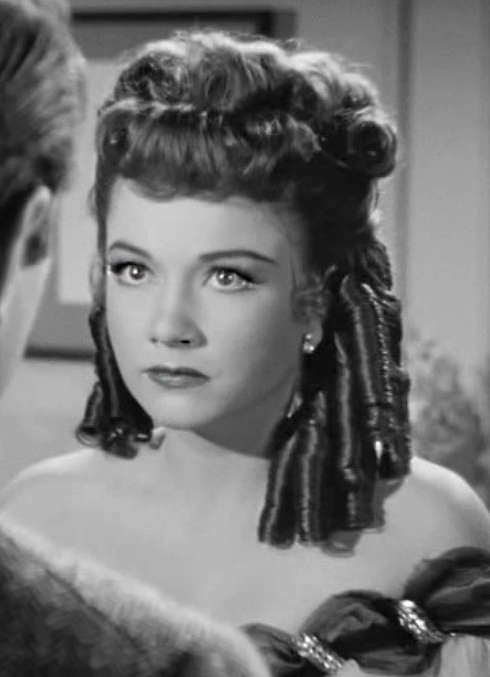
Anne Baxter als Eve

Mankiewicz had een aantal veranderingen aangebracht in het verhaal van Orr. Het hoofdpersonage heette oorspronkelijk Margola Cranston, maar dat werd veranderd in Margo Channing. Ook verwijderde Mankiewicz de man van Margo en verving hem door het personage Bill Sampson. Dat laatste was ingegeven door het idee om Margo een nieuwe relatie te geven, zodat Eve zowel haar persoonlijke als professionele leven kon bedreigen. Wel gehandhaafd bleven, Eve Harrington, Lloyd en Karen Richards, en Miss Casswell. Verder voegde Mankiewicz een aantal nieuwe personages toe, als Addison DeWitt, Birdie Coonan, Max Fabian, en Phoebe. Zanuck werkte enthousiast aan het herschrijven van het scenario mee. Hij vond dat Mankiewicz in bepaalde delen van het scenario te weinig subtiel was en dat er soms een overdaad aan details instond. Op zijn voorstel werd de jaloezie van Birde minder heftig gemaakt, om te voorkomen dat de kijker te vroeg Eve Harrington als de schurk kan herkennen. Met behulp van Zanuck werd het oorspronkelijke scenario van Best Performance teruggebracht tot zo'n dertig pagina's. Het was ook zijn inbreng om de titel van de film te wijzigen in All About Eve. Zijn inspiratie hierover is terug te vinden in de openingsscène van de film waarin we de stem van George Sanders horen zeggen dat hij ons snel 'iets meer zal vertellen over Eve, alles over Eve, eigenlijk'.
Er is veel gediscussieerd over de inspiratiebronnen van Orr en Mankiewicz voor de verschillende personages. Zo zou het personage van criticus Addison DeWitt gebaseerd zijn op de New Yorkse criticus George Jean Nathan. Mankiewicz heeft echter altijd volgehouden dat hij niemand specifiek voor ogen had. Mary Orr verklaarde later dat ook het personage van 'Eve Harrington' niet echt op een bestaand iemand was gebaseerd, ook niet op echte persoonlijk assistent van actrice Elisabeth Bergner. Volgens haar was Eve meer een combinatie van diverse jonge actrices die ze had ontmoet, terwijl ze veel van zichzelf in het personage had gestopt. Mankiewicz had bij het schrijven het scenario, Peg Woffington, een Engelse actrice uit de achttiende eeuw, voor ogen voor het personage van Margo Channing. Voor het karakter van het personage had hij tip voor de actrice die Margo zou spelen, 'ze behandelt een minkjas net zoals een poncho'.

## Acteurs

### Margo Channing
Regisseur Joseph Mankiewicz wilde graag Susan Hayward inzetten als de oudere actrice, Margo. Maar producent Darryl F. Zanuck vond Hayward te jong voor de rol. De absolute favoriet van Mankiewicz was echter Claudette Colbert en hij liet haar in februari 1950 een contract tekenen om de rol van Margo Channing te spelen. Colbert moest echter nog wat opnames doen voor de film Three Came Home (1950). Tijdens de opname van een gevechtsscène-, viel ze en brak haar rug. Wanhopig gingen Mankiewicz en Zanuck op zoek naar een vervangster. Zanuck stelde voor om Marlene Dietrich te kiezen, maar Mankiewicz vond Dietrich te kunstmatig. Hij stelde zelf theateractrice Gertrude Lawrence voor. De deal met Lawrence viel echter in het water vanwege de eisen die haar agent stelde. Zo mocht het personage Margo niet drinken of roken en moest er speciaal een liedje worden geschreven, dat de actrice kon zingen tijdens de scène van het feestje. Het waren belachelijke eisen, zeker omdat Lawrence zelf dronk en rookte. In werkelijkheid was ze al te veel betrokken bij het plan om de film Anna and the King of Siam uit 1946 om te zetten in de musical The King and I. Geprobeerd werd om Barbara Stanwyck te contracteren, maar die kon zich niet vrijmaken. Ingrid Bergman wilde Italië en haar man, regisseur Roberto Rossellini niet verlaten. Actrice Joan Crawford was al bezig aan de opnamen voor de film The Damned Don't Cry en Tallulah Bankhead viel af.
Uiteindelijk slikte Zanuck zijn trots in en belde Bette Davis. Davis werd beschouwd als gif voor de bioscoopkassa, vanwege een groot aantal flops. Zanuck had al in geen jaren meer met de actrice gesproken. De twee hadden een gigantische ruzie gehad in 1942 toen Davis opstapte als voorzitter van de Motion Picture Academy. Davis was bezig met de opnamen voor de film Payment on Demand (1951) toen Zanuck belde. Ze dacht eerst aan een grap, maar kreeg snel door dat Zanuck binnen tien dagen wilde beginnen met de opnamen. Davis las het scenario en zei enthousiast 'ja' tegen het aanbod.

### Eve Harrington
De aanvankelijke keus voor de rol van Eve Harrington was Jeanne Crain. Zanuck had echter zijn bedenkingen. Crain stond op het hoogtepunt van haar populariteit, maar had alleen heldinnen gespeeld, geen krengen. Hij vroeg zich af Crain wel de goede Eve zou zijn. Het bleek echter dat Crain zwanger was en de rol moet opgeven. Even dacht Zanuck aan Donna Reed, maar uiteindelijk koos hij Anne Baxter, een actrice die alleen nog maar bijrollen had gespeeld. Ze was de eerste keus van regisseur Mankiewicz, die haar beschouwde als een van de beste jonge actrices.

### Miss Caswell
Zsa Zsa Gábor en Angela Lansbury stonden op de nominatie om de rol van Miss Caswell te spelen. Uiteindelijk ging de rol naar de toen nog onbekende Marilyn Monroe. Monroe kreeg de rol na een uitgebreide lobbycampagne van haar agent. Ze versloeg Angela Lansbury, die meer ervaring had. De onervaren Monroe kreeg later bijna spijt. Ze werd zo gekleineerd door Bette Davis, dat ze van de set liep en moest overgeven.

### Andere rollen
Voor de rol van Bill Sampson werden John Garfield en Ronald Reagan overwogen. Reagans toekomstige vrouw Nancy Davis was kandidaat voor de rol van Karen Richards. Zanuck wilde aanvankelijk Jose Ferrer als Addison DeWitt.

## Productie

### Opnamen
De opnamen voor All About Eve begonnen op 10 april 1950 in San Francisco. Hier werden de opnamen gemaakt in het Curran Theater in Geary Street, dat dienstdeed als klassiek 'Broadwaytheater'. Na twee weken filmen in het Curran Theater, verhuisde de productie naar Los Angeles voor de studio-opnamen. Zanuck werkte nauw samen met Mankiewicz en zag nauwkeurig toe op het budget en de creatieve prestaties. De opnames duurden nog tot 7 juni 1950, waarna de postproductie doorliep tot augustus.

### De jurk
De kostuums werden ontworpen door de beroemde kostuumontwerpster Edith Head. Tot haar grote schrik zag Head dat een van haar creaties, de cocktailjurk van Margo, Bette Davis niet paste bij de schouders. Er was geen tijd meer om de jurk aan te passen, maar Davis loste het probleem op door de jurk van haar schouders af te laten zakken.

### Een schorre stem
Een van de kenmerken van de film is de stem van Margo. Bette Davis spreekt met een schrapende, schorre stem. Dat was geen briljante interpretatie van de actrice, maar het gevolg van het knappen van een bloedvat in haar keel. Davis stond op het punt van scheiden van haar man, William Grant Sherry. Tijdens een van de talloze ruzies die ze met hem had, knapte het bloedvat. De volgende morgen kon ze niet spreken. Met allerlei middeltjes lukte het weer haar stem terug te krijgen, maar die klonk als een knarsende wagen. Mankiewicz vond het schitterend en liet Davis alle zestien dagen dat ze op de set stond spreken met dezelfde stem.

### De sfeer op de set
Bette Davis, die net tweeënveertig was geworden, was eigenlijk al afgeschreven als filmactrice. Niet alleen werd ze te oud, maar ze had ook nog aan een serie recente flops meegewerkt. Ze was dolblij met het aanbod om de rol van Margo Channing te spelen. Mankiewicz, die van tevoren was gewaarschuwd dat Bette Davis 'een kreng was' en moeilijk te regisseren, was zeer tevreden over zijn 'leading lady'. Wat hielp was dat Davis verliefd werd op haar tegenspeler Garry Merrill. Ze was om die reden voortdurend in een goed humeur. De enige die ze niet kon uitstaan, was actrice Celeste Holm en die gevoelens waren wederzijds. Wel voelde Davis zich superieur ten opzichte van de nog piepjonge Marilyn Monroe, die geïntimideerd was door de grote actrice. Nadat een scène door Monroes nervositeit veertien keer over moest, viel Davis heftig tegen haar uit. Een geschokte Monroe moest vervolgens buiten de set overgeven. Hoewel Bette Davis nooit veel gaf om haar tegenspeelsters, raakte ze wel goed bevriend met Anne Baxter. Ze prees de jonge actrice uitbundig voor haar spel.

## Thema's
All About Eve kwam uit in 1950 op het hoogtepunt van de koude oorlog en onder de strenge zelfcensuur van Hollywood, samengevat in de Hays Code. Met de Tweede Wereldoorlog nog vers in het geheugen was de VS bezig met de wederopbouw. De mannen kwamen terug uit het leger en de vrouwen, die al die tijd in fabrieken hadden gewerkt, moesten weer terug naar het fornuis. In de film zit onder de oppervlakte een aantal thema's verborgen, die aanhaken bij bovengenoemde ontwikkelingen.

### Hollywood en Broadway
Een van de thema's die de film aansnijdt, is de haat en nijd die in die tijd bestond tussen Hollywood en Broadway, tussen film- en toneelwereld. Criticus Rebecca Flint Marx (Allmovie) wijst op de theatertypes die in de film worden opgevoerd, de oudere theaterster met haar grote ego en maniakale trekjes, de na-ijverige en ambitieuze understudy en de zogenaamde dociele theatercriticus die in werkelijkheid carrières kan maken en breken.

### De ster op leeftijd
Het grootste thema is ongetwijfeld het ouder worden van sterren. Actrices worden in Hollywood en Broadway afgeschreven als ze de dertig-veertig gepasseerd zijn. Zelfs een groot en veelzijdig actrice als Meryl Streep beleefde na haar veertigste een dip in haar carrière. In haar boek "Figuring Age: Women, Bodies, Generations (Theories of Contemporary Culture)", gaat Kathleen Woodward in op het lot van oudere actrices en bespreekt een aantal films met dit thema uit de jaren vijftig en zestig van de vorige eeuw. Volgens Woodward heeft Margo Channing in de film drie opties: ze kan tegen beter weten in proberen door te gaan en rollen spelen waarvoor ze eigenlijk te oud is, ze kan het grote kreng gaan uithangen of haar lot accepteren en zich terugtrekken. De hoofdpersoon uit All About Eve kiest voor het laatste.

### Homoseksualiteit

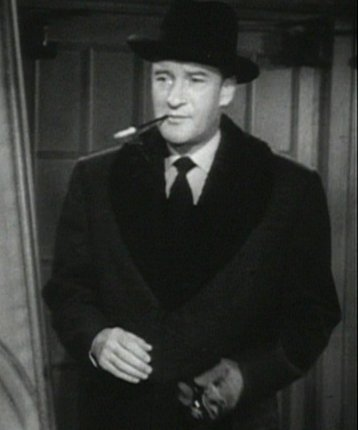
George Sanders als Addison DeWitt

In 1950 was openlijke homoseksualiteit in films streng verboden. Volgens Hollywoods eigen filmcensuur, de Hays Code waren zelfs verwijzingen naar homoseksualiteit niet toegestaan. Hoofdcensor Joseph Breen las samen met zijn medewerkers alle scenario's voor de filmopnamen. Menig regisseur of scenarist kon vervolgens kiezen of delen. Het scenario aanpassen aan de Hays Code of een film maken die sowieso niet in de bioscopen zou worden gedraaid. All About Eve zou onder de oppervlakte homoseksuele thema's verbergen. Bijvoorbeeld een suggestie van een lesbische relatie tussen Eve en Karen. Volgens Robert J. Corber in zijn boek and Homosexuality in Cold War America: Resistance and the Crisis of Masculinity (1997) is het centrale thema van de film juist de verdediging van de traditionele waarde van het huwelijk en heteroseksualiteit tegenover de vrouwelijke kracht en homoseksualiteit. Hij zet de heteroseksuele relatie van Margo en Bill af tegen de kille en liefdeloze carrièremakers als Eve en Addison, die volgens hem homoseksueel zijn. Met name Eve die de huwelijken van Margo en Bill en ook die van Karen en Lloyd probeert te torpederen ziet Corber als een voorbeeld van vrouwelijke kracht, gecombineerd met homoseksualiteit. Hij wijst op de scène waarin Eve, na een poging om het huwelijk van Lloyd te laten stranden, wegloopt met haar arm om haar mede-samenzweerster, Karen, geslagen. Ook criticus Kenneth Geist ziet de film als de vastlegging van regisseur Mankiewicz' afkeer voor lesbiennes en homoseksuelen. In de documentaire "The Celluloid Closet" worden veel voorbeelden gegeven van homoseksualiteit in All About Eve. Overigens heeft Mankiewicz altijd ontkend dat zijn film iets te maken heeft met homohaat. Merkwaardig genoeg heeft de film, ondanks zijn vermeende homofobie, inmiddels een cultstatus bij het Amerikaanse homoseksuele publiek. Dit is echter meer te danken aan Bette Davis, die zich in het voordeel had uitgesproken voor homoseksuele mannen in een vraaggesprek uit 1972.

### Rolpatronen
Het vierde thema gaat in op de invloed van de Tweede Wereldoorlog op de periode tussen 1945-1955. Tijdens de oorlog werden de Amerikaanse mannen opgeroepen voor het leger. Vrouwen namen de opengevallen plaatsen in, ook in fabrieken, traditioneel een mannenbolwerk. Het kostte veel vrouwen moeite om weer terug te keren naar de keuken en de kinderkamer nadat de oorlog voorbij was. Zo zegt Margo spottend tegen Karen. 'dat ze een gelukkig huisvrouwtje is', dit staat in contrast met haar opmerkingen later in de film dat een 'vrouw nooit gelukkig kan zijn zonder een man aan haar zijde'. De ambitieuze Eve wordt afgeschilderd als een kille vrouw zonder hart en zonder man. Eve wordt onmiddellijk doorzien door Birdie, het dienstmeisje, die het gedrag van Margo's persoonlijke assistent als onvrouwelijk en onnatuurlijk bestempelt. Een vrouw moet haar plaats weten, lijkt de film te willen zeggen.

## Citaten

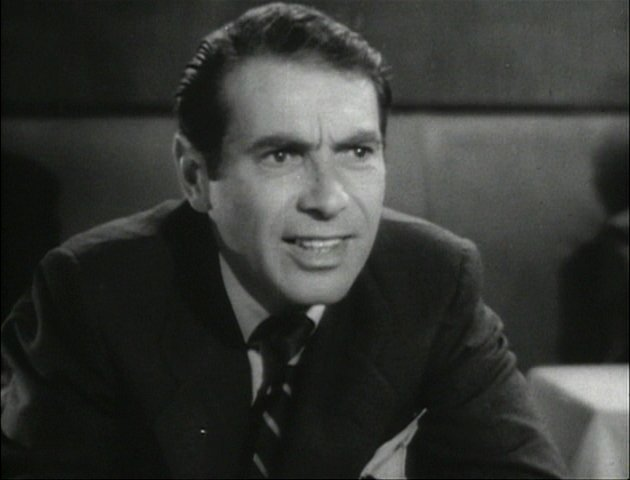
Gary Merrill als Bill Sampson

- "Fasten your seatbelts. It's going to be a bumpy night"
- "All of a sudden she's playing Hamlet's mother."
- "You won't bore him, honey. You won't even get a chance to talk."
- "You're not much of a bargain, you know. You're conceited, and faultless and messy."
- "Remind me to tell you about the time I looked into the heart of an artichoke."
- "Miss Casswell is an actress. A graduate of the Copacabana School of Dramatic Art."
- "Why do they always look like unhappy rabbits?"
- "Bill's 32. He looks 32. He looked it five years ago. He'll look it twenty years from now. I hate men."
- "Stop being a star. And stop treating your guests as your supporting cast."
- "I'll admit I may have seen better days, but I'm still not to be had for the price of a cocktail, like a salted peanut.".
- "Now remember as long as you live never to laugh at me. At anything or anyone else, but never at me."

## Muziek
De filmmuziek is van Alfred Newman afgewisseld met populaire liedjes uit de tijd dat de film werd gemaakt en enkele stukken klassieke muziek.
- "Liebestraum" (Franz Liszt)
- "Manhattan" (Richard Rodgers)
- "Poinciana" (Nat Simon)
- "Beau Soir" (Claude Debussy)
- "That Old Black Magic" (Harold Arlen)
- "Blue Moon" (Richard Rodgers)
- "How About You?" (Burton Lane)
- "Stormy Weather (Keeps Rainin' All the Time)" (Harold Arlen)
- "Thou Swell" (Richard Rodgers)
- "Symphony No. 4 in E-flat major (Romantic)" (Anton Bruckner)

## Andere versies
- Een radioversie onder de titel "The Wisdom of Eve" van NBC's Radio City Playhouse werd op 24 januari 1949 uitgezonden met Claudia Morgan en Marilyn Erskine.
- Een radioversie onder de titel "All About Eve" van de Screen Guild Players werd op 8 maart 1951 uitgezonden met Bette Davis als Margo Channing
- Een radioversie onder de titel "All About Eve" van zestig minuten (een adaptie van de film) werd uitgezonden van het Lux Radio Theater op 1 oktober 1951 met Bette Davis als Margo Channing
- Een radioversie onder de titel "All About Eve" werd in The Big Show van de NBC uitgezonden op 16 november 1952 met Tallulah Bankhead als Margo Channing.
- Een radioversie onder de titel "All About Eve" van het Lux Radio Theatre werd op 23 november 1954 uitgezonden met Claire Trevor als Margo Channing.
- In 1970 werd van de film een musical gemaakt, genaamd Applause. Lauren Bacall speelde de rol van Margo Channing.
- Een televisiefilm onder de titel "Applause" (een bewerking van de musical) werd op 15 maart 1973 uitgezonden ook met Lauren Bacall in de hoofdrol.
- Een toneelstuk onder de titel "The Wisdom of Eve" (een bewerking van het oorspronkelijke verhaal) werd in 1979 opgevoerd.
- In 1982 werd de televisiefilm "Country Gold" uitgezonden. De film was in feite een remake van 'All About Eve" maar in plaats van Broadway is het decor Nashville en de country&western muziek. Loni Anderson speelde de hoofdrol.

## Sarah Siddons Award
In de film wordt een fictieve prijs uitgereikt voor de beste actrice. Mankiewicz bedacht de prijs en leende de naam 'Sarah Siddons' van de Britse actrice Sarah Siddons (1755-1831). Ook was hij betrokken bij de vormgeving van het beeldje dat als symbool wordt uitgereikt. In 1952 besloot een groep vaste theaterbezoekers uit Chicago om de 'Sarah Siddons Award' echt in te stellen en jaarlijks uit te reiken aan een actrice die zich door haar acteerprestaties onderscheiden heeft in een toneelproductie in Chicago. Het beeldje werd gekopieerd van het origineel in de film. In 1968 kreeg Celeste Holm de prijs en Bette Davis kreeg een ere-Sarah Siddons in 1973.

## Prijzen

### Academy Awards
- Beste Film (20th Century-Fox)
- Beste Regisseur (Joseph L. Mankiewicz)
- Beste Mannelijke Bijrol (George Sanders)
- Beste Kostuumontwerp - Zwart-Wit (Edith Head en Charles Le Maire)
- Beste Bewerkte Scenario (Joseph L. Mankiewicz)
- Beste Geluid (Thomas T. Moulton)
- Genomineerd: Beste Vrouwelijke Hoofdrol (Anne Baxter)
- Genomineerd: Beste Vrouwelijke Hoofdrol (Bette Davis)
- Genomineerd: Beste Vrouwelijke Bijrol (Celeste Holm)
- Genomineerd: Beste Vrouwelijke Bijrol (Thelma Ritter)
- Genomineerd: Beste Artdirection - Zwart-Wit (Lyle Wheeler, George W. Davis, Thomas Little en Walter M. Scott)
- Genomineerd: Beste Camerawerk - Zwart-Wit (Milton Krasner)
- Genomineerd: Beste Montage (Barbara McLean)
- Genomineerd: Beste Originele Muziek - Drama of Komedie (Alfred Newman)

### Golden Globes
- Beste Scenario (Joseph L. Mankiewicz)
- Genomineerd: Beste Dramafilm
- Genomineerd: Beste Actrice in een Dramafilm (Bette Davis)
- Genomineerd: Beste Regisseur (Joseph L. Mankiewicz)
- Genomineerd: Beste Mannelijke Bijrol (George Sanders)
- Genomineerd: Beste Vrouwelijke Bijrol (Thelma Ritter)

### NYFCC Awards
- Beste Film
- Beste Regisseur (Joseph L. Mankiewicz)
- Beste Actrice (Bette Davis)

### Directors Guild of America Awards
- Beste Regisseur (Joseph L. Mankiewicz)

### Filmfestival van Cannes
- Beste Actrice (Bette Davis)
- Speciale Prijs van de Jury (Joseph L. Mankiewicz)
- Genomineerd: Grote Prijs van de Jury (Joseph L. Mankiewicz)

### BAFTA Awards
- Beste Film